# William Whewell
William Whewell FRS FGS, (phon. ˈhjuːəl) est un polymathe anglais, scientifique, philosophe et historien des sciences, né à Lancaster le 24 mai 1794 et mort à Cambridge le 6 mars 1866.
En 1821, il devient membre de la Royal Society. Il enseigne la minéralogie et la philosophie à l'université de Cambridge. En 1841, il est directeur du Trinity College, et en 1855, vice-chancelier de l'université.
S'opposant à l'empirisme, il soutient que la collection des faits ne peut faire progresser la connaissance si les faits ne sont pas coordonnés par une hypothèse,.

## Biographie
Il est le fils d'un charpentier, John Whewell et d'Elizabeth Bennison dont il est l’aîné de leurs sept enfants,. Son père avait l'intention que son fils devienne menuisier mais le curé de la paroisse, Joseph Rowley, reconnut les talents de William et lui offrit une éducation gratuite au lycée de Lancaster. En 1810, William se rendit à Heversham où il passa deux ans. Il a également eu pour professeur en mathématiques John Gough, un mathématicien aveugle. Il devient professeur pendant 28 ans et maître du Trinity College, à Cambridge pendant 25 ans.

## Notion et concept

### Le concept de «sciences palétiologiques»
La palétiologie vise à expliquer, par les relations de causalité, l'état et les changements passés de la Terre. Ce terme anglophone apparaît pour la première fois dans Histoire des sciences inductives en 1837.

### La consilience
La consilience qui signifie « sauter ensemble » est un terme du philosophe William Whewell pour désigner le type de démonstration qui apparaît lorsque de nombreuses sources indépendantes concourent à cerner un phénomène historique particulier.

## Principales œuvres
- Treatise on Mechanics, 1833
- Analytical Static, 1833
- Astronomy and general physics considered with reference to natural Theology, 1833
- Four sermons on the foundations of morals, 1837
- History of the inductive sciences, 1837
- Philosophy on the inductive sciences, 1840
- Elements of morality including polity, 1845
- Lectures on the history of moral philosophy in England, 1852
- Of the plurality of worlds, 1853
- Novum Organon renovatum, Londres, 1858. (Livre II traduit en français par R. Blanché sous le titre De la construction de la science, Paris, Vrin, 1938.)
- Lectures on political economy, 1863